# نخلک دریایی
نخلک دریایی (نام علمی: Sabal maritima) نام یک گونه از سرده نخلک‌ها است.